# NatureServe
NatureServe, Inc. es una organización sin fines de lucro con sede en Arlington, Virginia que proporciona datos, herramientas y servicios relacionados con la conservación de la vida silvestre a clientes privados y gubernamentales, organizaciones asociadas y al público. NatureServe expresa que "tiene su sede en Arlington, Virginia, con oficinas regionales en cuatro ubicaciones de EE. UU. Y Canadá". En 2011 informaron que tenían 86 empleados, 6 voluntarios y 15 oficiales independientes.

## Historia
The Nature Conservancy informó que en 2000 separó su Red de Patrimonio Natural de 85 centros "en una nueva organización independiente, la Asociación para la Información sobre Biodiversidad (más tarde renombrada NatureServe)". NatureServe expone que se estableció en 1994 como la Asociación para la Información sobre Biodiversidad. En 2001, el IRS aprobó un cambio de nombre a NatureServe que se solicitó en 1999, manteniendo el estado de exención de impuestos 501 (c) (3) de la organización otorgado en julio de 1995. El sitio web de NatureServe declara que es una corporación 501 (c) (3) sin fines de lucro, exenta de impuestos, incorporada en 1999 como una corporación sin fines de lucro de Washington D. C..

## Programas
Los programas de NatureServe se centran en cuatro áreas principales:
- Documentar el estado de conservación y la ubicación de especies y ecosistemas.
- Producir análisis para guiar la planificación de la conservación.
- Desarrollo de herramientas de software para guiar la planificación de la conservación.
- Gestión de programas de patrimonio natural y centros de datos de conservación.

NatureServe está asociado con la Lista Roja de la UICN, el estándar aceptado para la clasificación mundial de especies en peligro, brindando asistencia de coordinación y datos de sus propias evaluaciones a las evaluaciones de conservación de la UICN, y trabajando en conjunto en evaluaciones continuas.
NatureServe Explorer es una base de datos basada en la web que proporciona acceso público a la información de NatureServe sobre ecosistemas de EE. UU. Y Canadá y especies de plantas, animales y hongos. Esta incluye datos del estado de conservación de NatureServe a nivel estatal, nacional y global, considerados una clasificación líder de especies en peligro en los Estados Unidos. Infonatura es un servicio casi idéntico que proporciona información sobre la vida silvestre y los ecosistemas de América Latina.
NatureServe mantiene el Estándar Nacional de Clasificación de Vegetación para los Estados Unidos, así como la Clasificación Internacional de Comunidades Ecológicas, actualmente enfocada en el Hemisferio Occidental.
LandScope America (landscope.org) es un recurso en línea que reúne diversos datos relacionados con la conservación para ayudar en la planificación del uso de la tierra y el agua. Es un programa colaborativo entre NatureServe y la National Geographic Society.

## Red NatureServe
La red de patrimonio natural ahora respaldada por NatureServe, comenzó en 1974 con la creación del South Carolina Heritage Trust. Después de trabajar con Patrick Noonan, presidente de The Nature Conservancy (TNC), para planear la donación de la Reserva Costera Santee de 24,000 acres (97 km²), Joseph Hudson, presidente del Departamento de Vida Silvestre y Recursos Marinos de Carolina del Sur, quiso identificar otras tierras con valor para la preservación de especies en peligro en el estado. Proporcionó a TNC fondos iniciales para acumular información que podría ayudar a la conservación al momento de tomar decisiones sobre el uso de suelo tomando en cuenta los impactos en la biodiversidad.
Al establecer ese primer programa, el científico en jefe de TNC Robert Jenkins, Jr., eligió enfocarse en las características biológicas que necesitan conservación, y usar esta información para sugerir sitios prioritarios para protección. Las características específicas incluyeron especies y comunidades naturales, o elementos de diversidad natural.
Los programas en West Virginia, Misisipi y Oregón siguieron en 1975. Para 1976, TNC había desarrollado un modelo para expandir la red estatal emergente: ir a los estados y ofrecer la contratación y capacitación de un personal de biólogos, establecer un centro operativo y, dos años después, dejar que el estado se haga cargo de las operaciones. Para 1993, la red de EE. UU. estaba formada por organizaciones en los cincuenta estados. Los programas se formaron en países latinoamericanos en 1982, y los programas canadienses establecidos por primera vez en 1988 ahora se extienden a todas las provincias, incluido el territorio de Yukon.
A principios de la década de 1990, un grupo de directores de programas de patrimonio natural comenzó a desarrollar sitios de información en la red. Este esfuerzo llevó al establecimiento de una organización independiente sin fines de lucro dedicada a promover los productos y servicios de la red. Incorporada en 1994 como la Asociación para la Información sobre Biodiversidad (ABI), esta organización creó el marco para la coordinación en toda la red. En 1999, la red de patrimonio natural de TNC y ABI unieron fuerzas formalmente, con la Conservación transfiriendo sus bases de datos, personal profesional y estándares y metodología científica a ABI. En 2001, esta nueva organización independiente sin fines de lucro fue nombrada NatureServe.

## Información financiera
El Form990 del IRS en 2011 de NatureServe Inc. enlista ingresos totales de $ 8,680,216 y gastos totales de $ 8,892,007.
El estado financiero auditado del año fiscal 2011 de la corporación dice que "las notas adjuntas son una parte integral de estos estados financieros". Informa "ingresos totales, ganancias y otros aportes" de $ 9,499,301 y "gastos totales" de $ 8,913,138. Los ingresos de $ 7,932,133 provienen de subvenciones y contratos, incluida una parte considerable en bonos federales por servicios de mapeo, evaluaciones de vida silvestre y otros productos y servicios. También informa $ 186,290 en ingresos de contribuciones generales, $ 56,470 en ingresos de cuotas de membresías y $ 216,062 en gastos de recaudación de fondos.
Algunas contribuciones importantes se hacen en forma de subvenciones para proyectos específicos. La Fundación MacArthur informó que otorgó $ 1,191,500 en subvenciones a NatureServe entre 2003 y 2013, y NatureServe anunció que la Fundación Caritativa Doris Duke otorgó dos subvenciones por un total de casi $ 800,000 en 2005. Entre 2004 y 2009, la Fundación Gordon y Betty Moore donó $ 6.63 millones, la Nature Conservency donó $ 3.43 millones, la Fundación de la Familia Knoblock donó $ 2.38 millones y la Fundación Caritativa Doris Duke donó $ 1.21 millones.